# 莎娜达莎·莎妮鲁
莎娜达莎·莎妮鲁（Sannatasah Saniru，1990年5月15日—），马来西亚女子羽毛球運動員。

## 簡歷
2012年4月，莎娜达莎出戰法國羽毛球國際賽，在女單決賽以0比2不敵荷蘭的茱蒂·梅伦迪克，屈居亞軍。
2013年，莎娜达莎離開了馬來西亞國家羽毛球隊，並跟隨拉昔夫·西迪訓練。
2014年8月，莎娜达莎·莎妮鲁參加丹麥哥本哈根舉行的世界羽毛球錦標賽，出戰女子單打項目，首圈就以1比2（18-21、21-19、12-21）不敵英格蘭的莎拉·沃克出局。
2015年7月，莎娜达莎·莎妮鲁代表馬來西亞出戰韓國光州市舉行的世界大學生運動會羽毛球比賽，贏得混合團體銅牌。

## 主要比賽成績
只列出曾進入準決賽的國際賽事成績：
| 年份   | 賽事                     | 公開賽級別 | 項目     | 拍檔                          | 成績   |
| ------ | ------------------------ | ---------- | -------- | ----------------------------- | ------ |
| 2008年 | 亚洲青年羽毛球錦標賽     | 其他       | 混合團體 | －                            | 季軍   |
| 2008年 | 世界青年羽毛球錦標賽     | 其他       | 混合團體 | －                            | 季軍   |
| 2008年 | 馬來西亞羽毛球國際挑戰賽 | 國際挑戰賽 | 女子單打 | －                            | 準決賽 |
| 2008年 | 馬來西亞羽毛球國際挑戰賽 | 國際挑戰賽 | 混合雙打 | 张国祥                        | 準決賽 |
| 2009年 | 伊朗羽毛球國際系列賽     | 國際系列賽 | 女子單打 | －                            | 亞軍   |
| 2009年 | 伊朗羽毛球國際系列賽     | 國際系列賽 | 女子雙打 | 許嘉雯                        | 亞軍   |
| 2011年 | 馬來西亞羽毛球國際挑戰賽 | 國際挑戰賽 | 女子單打 | －                            | 準決賽 |
| 2012年 | 法國羽毛球國際賽         | 國際系列賽 | 女子單打 | －                            | 亞軍   |
| 2013年 | 孟加拉羽毛球國際挑戰賽   | 國際挑戰賽 | 女子單打 | －                            | 準決賽 |
| 2013年 | 孟加拉羽毛球國際挑戰賽   | 國際挑戰賽 | 混合雙打 | Muhammad Adib Haiqal Nurizwan | 冠軍   |
| 2014年 | 越南羽毛球國際挑戰賽     | 國際挑戰賽 | 女子單打 | －                            | 準決賽 |
| 2014年 | 馬來西亞羽毛球國際挑戰賽 | 國際挑戰賽 | 女子單打 | －                            | 準決賽 |
| 2015年 | 世界大學運動會羽毛球比賽 | 其他       | 混合團體 | －                            | 銅牌   |

| 2007-2017年 | 首要超級賽 | 超級賽 | 黃金大獎賽 | 大獎賽 | 國際挑戰賽 | 國際系列賽 | 未來系列賽 | 其他 |

| 2018-2026年 | 總決賽 | 超級1000賽 | 超級750賽 | 超級500賽 | 超級300賽 | 超級100賽 | 國際挑戰賽 | 國際系列賽 | 未來系列賽 | 其他 |

### 奧運會和世錦賽參賽紀錄
|          | 搭檔     | 2014 | 2015 | 2016 | 2017 |
| -------- | -------- | ---- | ---- | ---- | ---- |
| 女子單打 | －       | 48強 | －   | －   | －   |
|          |          |      |      |      |      |
| 女子雙打 | 范克豪泽 | －   | －   | －   | 32強 |